# Geno cyber
Geno cyber (ジェノサイバー), aussi écrit Genocyber, est un manga (non terminé) en un seul volume de Tony Takezaki, publié au Japon dans le magazine Comic Nova entre 1991 et 1992, puis en un volume en 1993. Le manga est librement adapté en 5 OAV entre 1991 et 1992, mais ne sont édités qu'à partir de 1994. En France, le manga fut publié par les éditions Samouraï en 1996. L'éditeur ayant omis d'en acheter au préalable les droits, la commercialisation fut brutalement arrêtée, et ce manga n'est plus disponible à la vente depuis des années.

## Manga

### Synopsis
Le professeur Morgan a deux filles qui ont des pouvoirs de télépathie. Il s'en sert comme cobayes dans ses expériences sur l'interaction entre le cerveau humain et la machine. Mais une société s'intéresse à ses travaux. Ils enlèvent la petite famille et force Morgan à continuer ses recherches. Les deux sœurs peuvent devenir l'arme absolue : l'une grâce à ses pouvoirs psychiques immenses, l'autre grâce à son corps mécanique. Assemblées, elles forment le Genocyber. Mais nul n'a pris en compte leur sensibilité humaine…

### Personnages principaux
- Helen & Diana : Sœurs jumelles, elles entretiennent toutes deux d'étranges liens psychiques qui éveillent la curiosité des scientifiques, et surtout celle de leur père, le professeur Morgan. Elles n'hésitent pas à mettre leur vie en danger pour lui permettre de réaliser des expériences sur elles, jusqu'à ce que celles-ci ne puissent plus tenir la situation…
- Morgan : Scientifique renommé, il est admiré par beaucoup de ses collègues pour son talent et ses recherches, mais il reste conscient toutefois de la réalité des choses, et va tout faire pour libérer ses filles.
- Kenneth : Autre scientifique avec beaucoup d'estime pour Morgan, il ne comprend pas son sentimentalisme, qu'il juge dérisoire par rapport aux avancées scientifiques, et est prêt à tout pour aller jusqu'au bout de ses recherches.
- Garnes : Homme d'affaires puissant et riche, son ambition est de créer la machine de guerre parfaite, et il désire ardemment y arriver, quels qu'en soient les moyens.
- Geno cyber : Une mystérieuse entité invincible née de la fusion des deux jumelles…

### Analyse
À cause de son extrême violence, lors de sa sortie en France, l'éditeur a fait figurer la mention "Réservé aux adultes" sur la couverture. En effet, dès le premier chapitre intitulé "Overture", on assiste au massacre d'un humain se faisant perforer les yeux par un androïde avec des perceuses qui lui sortent de ses fosses oculaires. Cependant, Genocyber n'est pas non plus un manga de violence gratuite, comme le montre la suite de l'histoire.
En effet, il s'interroge sur le futur d'une humanité dominée par la technologie à son détriment, et donne une approche assez juste de la nature humaine. Ses nombreuses scènes de violence lui donnent une ambiance angoissante, et même frissonnante, car l'aboutissement à un tel futur n'est pas impossible.
Maîtrisant parfaitement le fil de son œuvre, et avec un dessin soigné, Tony Takezaki signe ici un manga qui ne manquera pas de rappeler Akira de Katsuhiro Ōtomo, ou Ghost in the Shell de Masamune Shirow.

### Éditions
(ja) Tony Takezaki, Geno cyber : The Beauty Devil from the Psychic World, Byakuya Shobo, Avril 1993,  (ISBN 4-89367-324-6)
(fr) Tony Takezaki (trad. René-Gilles Deberdt), Geno cyber, Samouraï Éditions, coll. « L'Écho des Savanes », Paris, Mai 1996, 145 p., 15 x 22 cm,  (ISBN 2-226-08627-7)

## OAV

### Fiche technique
- Titre : Genocyber
- Réalisation : Koichi Ohata
- Scénario : Shō Aikawa , Tony Takezaki auteur original
- Character design: Yatsushi Yamagata
- Mecha design:
- Musique : Hiroaki Kagoshima, Takehito Nakazawa
- Pays d'origine :  Japon
- Année de production : 1994
- Genre : Science-fiction Horreur
- Durée : 5x 29 minutes
- Dates de sortie : 1994 , 1995 ,

## Episodes
- 1- A New Life Form / Birth of Genocyber
- 2- Vajranoid Attack /Showdown
- 3- Global War
- 4- Legend of Ark de Grand, Part I
- 5- Legend of Ark de Grand, Part II